# Darkest Hour
Darkest Hour je americká melodická deathmetalová skupina z Washingtonu založená v roce 1995. I když se začátkem kariéry skupina skoro rozpadla, získala pozitivní ohlasy kritiků za alba Undoing Ruin, Deliver Us a The Eternal Return. Album Deliver US debutovalo na 110. místě v žebříčku Billboard 200 a prodalo se ho 6 600 kopií, přičemž jejich poslední snažení, album The Eternal Return jim přineslo zatím nejvyšší pozici v tomto žebříčku, 104. místo.

## Historie
Skupina Darkest Hour vznikla dne 23. září 1995 a její původní sestava byl vokalista John Henry, kytarista Mike Schleibaum, baskytarista Raul Mayorga a bubeník Matt Maben .

## Členové
Současní
- John Henry – zpěv (1995–dosud)
- Mike Schleibaum – kytara (1995–dosud)
- Michael "Lonestar" Carrigan – kytara (2008–dosud)
- Aaron Deal – baskytara (2011–dosud)
- Travis Orbin – bicí (2012–dosud)

Bývalí
- Matt Maben – bicí (1995-1999, v The Misanthropy a The Prophecy Fulfilled)
- Raul Mayorga – basová kytara (1995-1999, v The Misanthropy a The Prophecy Fulfilled)
- Billups Allen – basová kytara (1999-2001, v 7 ", The Mark of the Judas a Se Sedated, So Secure)
- Fred Ziomek - kytara (1999-2001, v 7 ", The Mark of the Judas, Se Sedated, So Secure a Where Heroes Go to Die)
- Mike Garrity – kytara (2001, na žiaadnej nahrávce, přechodná náhrada mezi Fredem Ziomek a Krisem Norrisem)
- Tommy Gun – kytara (2001, doplňoval skupinu mezi Fredem Ziomek a Mikem Garritt)
- Kris Norris – kytara (2001-2008)
- Ryan Parrish – bicí (1999-2011)

## Diskografie
Studiové alba
| Rok                                                     | Detaily alba                                                                   | Vrcholové pozice v žebříčcích | Vrcholové pozice v žebříčcích | Vrcholové pozice v žebříčcích |
| Rok                                                     | Detaily alba                                                                   | USA                           | USA Heat.                     | USA Ind.                      |
| ------------------------------------------------------- | ------------------------------------------------------------------------------ | ----------------------------- | ----------------------------- | ----------------------------- |
| 2000                                                    | The Mark of the Judas - Vydaný: 18. července 2000 - Vydavatel: MIA             | -                             | -                             | -                             |
| 2001                                                    | Se Sedated, So Secure - Vydavatel: Duben 2001 - Vydavatel: Victory             | -                             | -                             | -                             |
| 2003                                                    | Hidden Hands of a Sadist Nation - Vydaný: 20. květen 2003 - Vydavatel: Victory | -                             | -                             | -                             |
| 2005                                                    | Undoing Ruin - Vydaný: 28. červen 2005 - Vydavatel: Victory                    | 138                           | 2                             | 10                            |
| 2007                                                    | Deliver Us - Vydaný: 10. červenec 2007 - Vydavatel: Victory                    | 110                           | 1                             | 14                            |
| 2009                                                    | The Eternal Return - Vydaný: 23. červen 2009 - Vydavatel: Victory              | 104                           | 1                             | 16                            |
| 2011                                                    | The Human Romance - Vydaný: 22. únor 2011 - Vydavatel: E1                      | 185                           | 3                             | 23                            |
| "-" Pomlčky označují, že se album nedostal do žebříčku. |                                                                                |                               |                               |                               |

Kompilace
- Archives (2006), A-F Records

EP
- The Misanthropy (1996), Death Truck Records
- The Prophecy Fulfilled (1999), Art Monk Construction

DVD
- Party Scars and Prison Bars: A Thrashography (DVD, 2005)

### Nealbové skladby
| Rok  | Skladba                                           | Nachází se v            |
| ---- | ------------------------------------------------- | ----------------------- |
| 2007 | "Nazi Punks Fuck Off!" (coververze Dead Kennedys) | Kerrang! Higher Voltage |